# فيليب دونينغ
فيليب دونينغ (بالإنجليزية: Philip Dunning) هو كاتب مسرحي أمريكي، ولد في 11 ديسمبر 1889 في ميريديان في الولايات المتحدة، وتوفي في 20 يوليو 1968 في ويستبورت (كونيتيكت) في الولايات المتحدة بسبب مرض.

## وصلات خارجية
- فيليب دونينغ على موقع IMDb (الإنجليزية)
- فيليب دونينغ على موقع قاعدة بيانات برودواي على الإنترنت (الإنجليزية)
- فيليب دونينغ على موقع قاعدة بيانات الفيلم (الإنجليزية)